# فرانكو كاليرو
فرانكو كاليرو (بالإسبانية: Franco Calero) هو لاعب كرة قدم أرجنتيني في مركز الهجوم، ولد في 1989 في روساريو في الأرجنتين. لعب مع ميونخ 1860.

## وصلات خارجية
- فرانكو كاليرو على موقع قاعدة بيانات كرة القدم.إي يو (الإنجليزية)
- فرانكو كاليرو على موقع Soccerway.com (الإنجليزية)